# Наслаждение или боль
«Наслаждение или боль» (англ. Pleasure or Pain) — американский эротический фильм Залмана Кинга. Последняя работа режиссёра в кино. Съёмки проходили в Калифорнии.

## Сюжет
Молодой дизайнер Виктория знакомится с состоятельным риелтором Джеком. Он завораживает девушку. Их роман протекает страстно и бурно. Джек открывает перед Викторией ранее неизвестные ей грани сексуального наслаждения. Молодые люди женятся. Но тонкая черта между наслаждением и болью вскоре даёт о себе знать.

## В ролях
- Малена Морган — Виктория
- Кристос Василопулос — Джек
- Кайла Джейн — Изабель
- Эль Александра — Рита
- Хейден Хокенс — Ева
- Данэль Собирей — Антонио
- Обри Аддамс — Аделаида

## Восприятие
Автор издания Cinema резко раскритиковал картину, посчитав, что Кинг совсем позабыл о сюжете, наполнив экранное время дешёвыми фетишистскими штучками.